# محوطه پل کاولی
محوطه پل کاولی مربوط به کلکولیتیک (مس‌سنگی) است و در بخش مرکزی شهرستان شیروان و چرداول، دهستان شباب، روستای سعدآباد واقع شده و این اثر در تاریخ ۳۰ دی ۱۳۸۵ با شمارهٔ ثبت ۱۶۸۹۸ به عنوان یکی از آثار ملی ایران به ثبت رسیده است.